# Pougny (Nièvre)
 Pougny  es una población y comuna francesa, situada en la región de Borgoña, departamento de Nièvre, en el distrito de Cosne-Cours-sur-Loire y cantón de Cosne-Cours-sur-Loire-Sud.

## Demografía
| 483 | 438 | 388 | 354 | 402 | 398 |
| Para los censos de 1962 a 1999 la población legal corresponde a la población sin duplicidades (Fuente: INSEE [Consultar]) |     |     |     |     |     |